# Hobiti
Hobit je rasa iz Tolkienovih knjiga (Gospodar prstenova, Silmarilion, Povijest Međzemlja...).
Hobiti su mala bića, upola ljudske visine, koji žive u rupama u zemlji. Nikad ne nose cipele jer imaju dlakave tabane i nesrazmjerno velika stopala. Oko 1050. godine Trećega doba došli su do Eriadora, a 1601. im Argeleb II. daruje zemlju zapadno od Brandywinea. Poznati su po pušenju duhana. Prvi ju je počeo uzgajati Tobold Hornblower iz Longbottoma u Južnoj četvrti, oko 1070. godine po hobitskom kalendaru. Većinom su živjeli u Shireu i bili izolirani. Uglavnom su se bavili zemljoradnjom. Većinom su živjeli u miru no dogodilo se nekoliko događaja koji su omeli taj mir:
- Velika kuga 37. godine Hobitskog računanja
- Napad orka između 1147 godine Hobitskog računanja
- Duga zima 1158. godine Hobitskog računanja
- Sarumanovo zauzimanje Shirea 1419. godine Hobitskog računanja

Sudjelovali su u bitkama Arnora protiv Angmara sa 100 strijelaca. Nakon pada Arnora okrug su štitili graničari(rangeri) sjevera, čiji je član bio i Aragorn. Hobiti su trgovali s ljudima iz Breeja.  Pričaju Vestronom no nekad su pričali Rohirricom. Rat za Prsten je završio u Shireu, 3. studenog 1419. godine Hobitskog računanja kad je u boju za Uzvođe poginuo Saruman.
Hobiti pamte postojanje tri plemena: Dlakonozi, Šturovi i Bljedoliki. 
Dlakonozi su tamnije puti, sitni i niski. Voljeli su brda i visoravni, nekada su živjeli u podnožju gorja i poznavali patuljke s kojima su dijelili ljubav prema planinama.
Šturovi su krupniji, vole ravnice i riječne doline. Još od boravka na obali Anduina su naviknuti na ljude i ne bježe od njih.
Bljedoliki su svijetle puti i kose, visoki i vitki, vole drveće i šume. Družili su se s vilenjacima i odlikuje ih ljubav prema jezicima, pjesmi i lovu.
Najpoznatiji hobiti bili su: Bilbo Baggins koji je proputovao kroz Međuzemlje i doživio mnoge pustolovine, Frodo Baggins koji je odnio Prsten u vatre Klete gore, Frodin vrtlar Sam Gamgee i član Prstenove družine te Merry i Pippin također članovi Prstenove družine.
Hobitski kalendar je isti kao i obični kalendar osim što je u Hobitskom kalendaru kreće od 1601. godine Trećega doba (npr.1601.=1., 1621.=20.)